# Millor obra d'autor espanyol (Saló del Còmic de Barcelona)
El Premi a la millor obra d'autor o autora espanyol/a publicada a Espanya és un guardó amb dotació econòmica concedit anualment des de 1988 durant la celebració del Saló Internacional del Còmic de Barcelona.
En els seus inicis, Ficomic tenia la darrera paraula sobre el guanyador. No obstant, el sistema d'elecció de l'obra guanyadora ha anat variant al llarg dels anys, canviant el sistema de vot i el nombre d'obres nominades.
Un dels canvis més transcendents va tenir lloc l'any 2000, quan tots els professionals estatals del còmic van passar a votar directament al guanyador. Abans, els professionals del sector només participaven en la primera fase de la doble elecció, elegint els candidats. Seguidament, era el comitè executiu de Ficomic qui elegia l'obra guanyadora d'entre les obres més votades a la primera fase. Amb el canvi el 2000, tots els professionals van passar a participar també a la segona fase, elegint l'obra guanyadora.
L'autor que més cops ha rebut aquest premi, amb un dequatre ocasions, és Miguelanxo Prado (1989, 1994, 2005 i 2013). El segueixen Max (1988, 1996 i 2007), Felipe Hernández Cava (1997, 1999 i 2009) i Paco Roca (2008, 2011 i 2014), respectivament. Tots ells empatats amb tres premis.

## El premi al millor còmic, precursor del premi a la millor obra

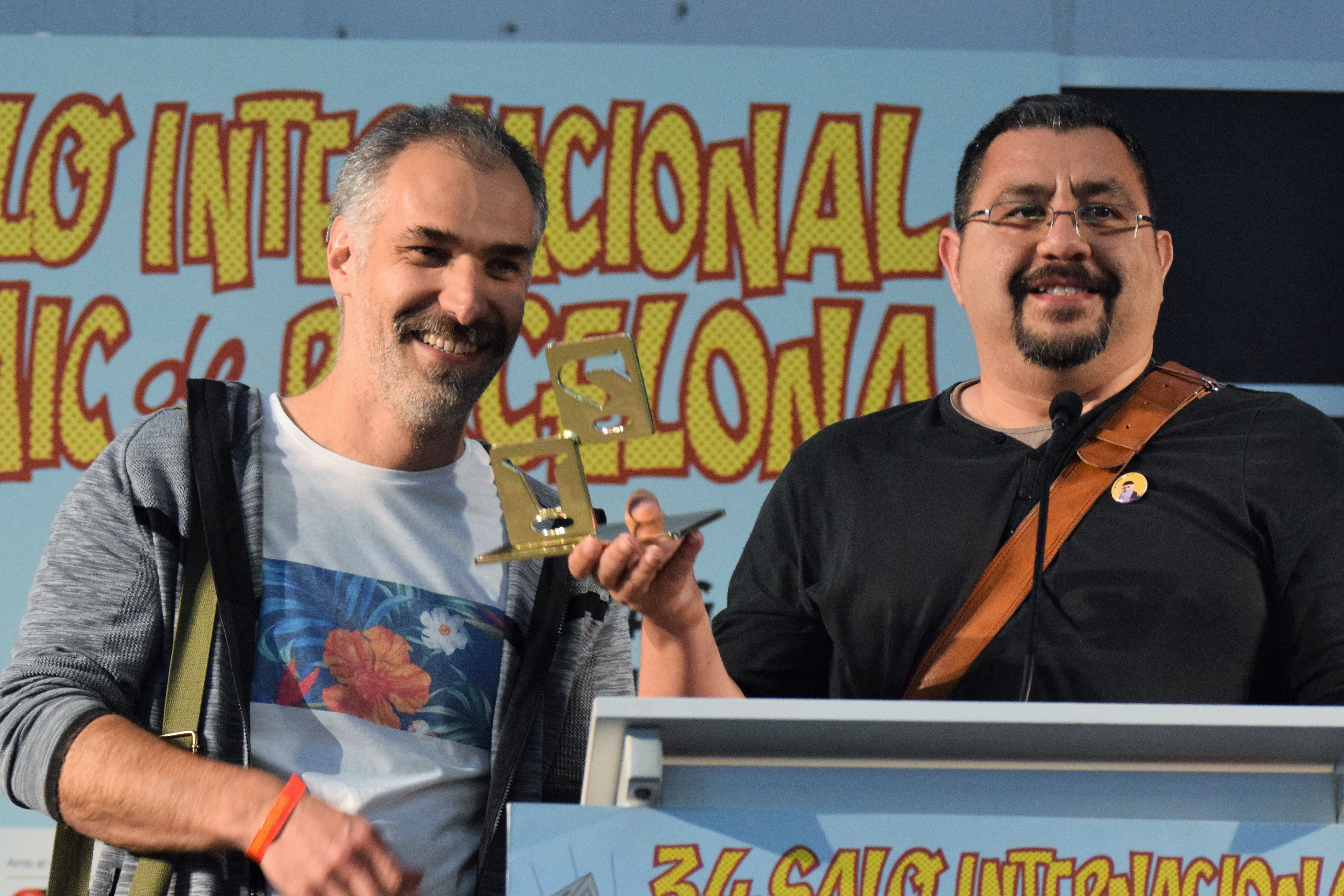
El Torres i Jesús Alonso, premiats el 2016 pel còmic El fantasma de Gaudí.

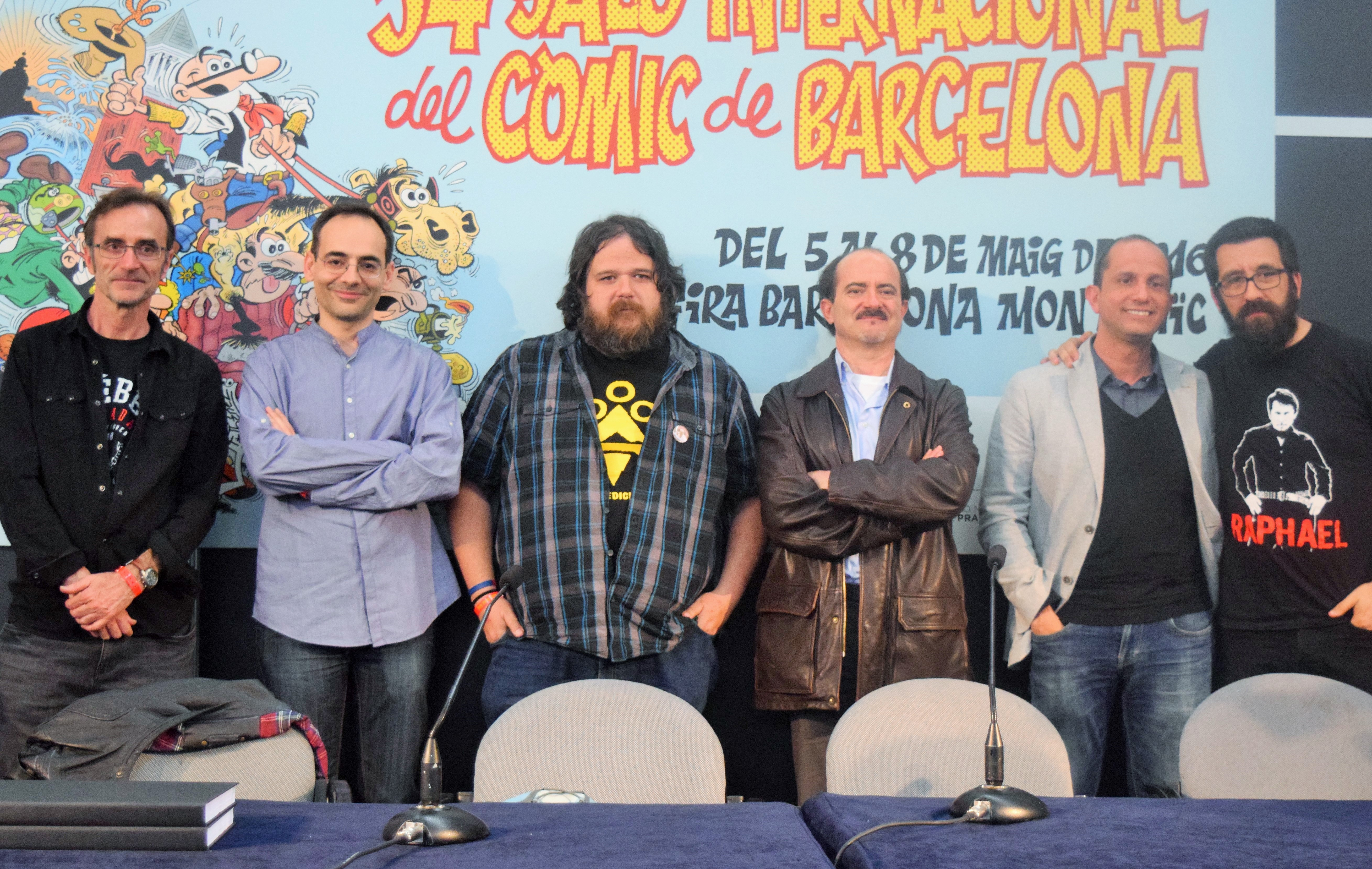
Taula rodona amb autors nominats a la millor obra (Saló de 2016).

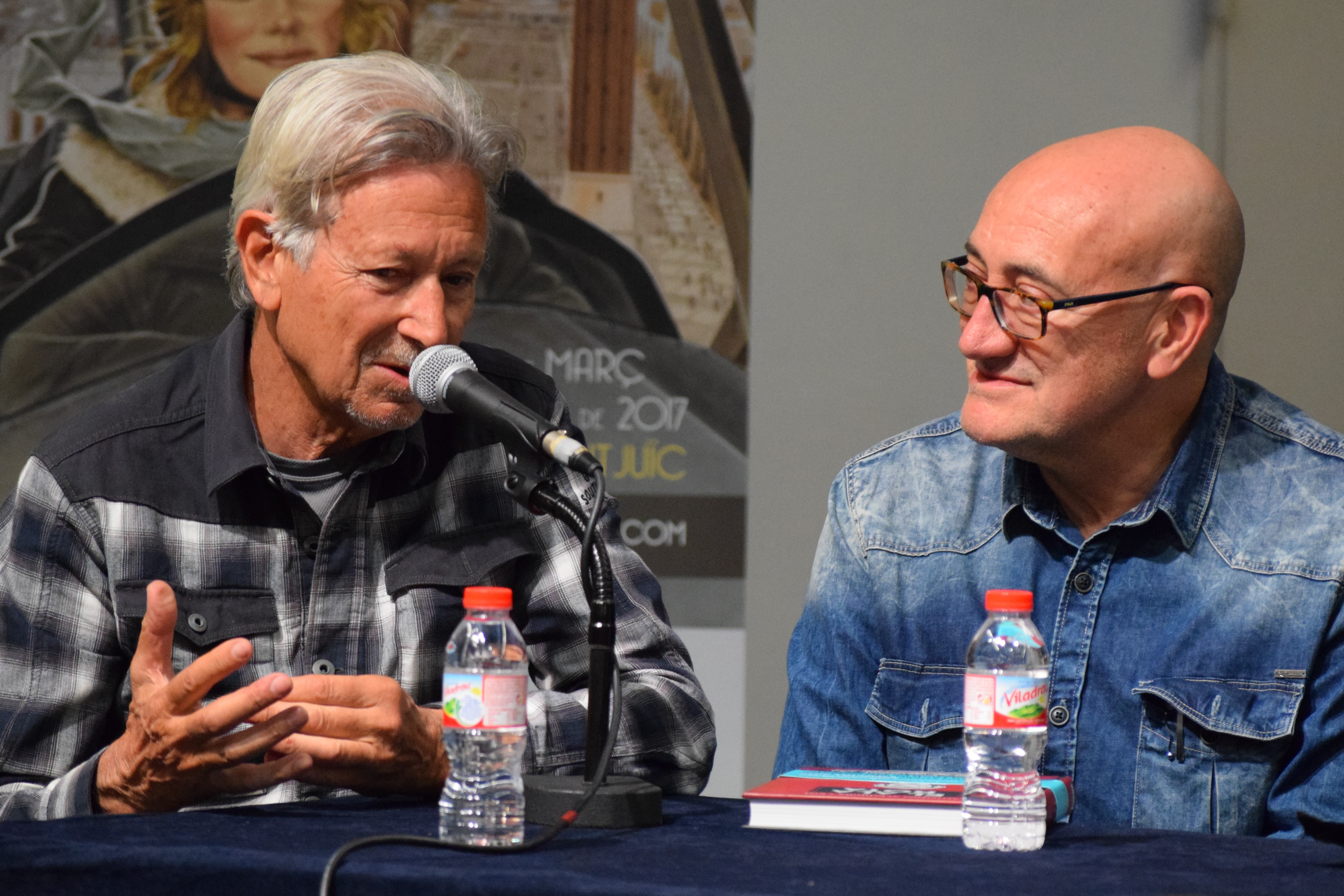
Kim i Antonio Altarriba presentant còmic El ala rota, pel qual foren nominats (2017).

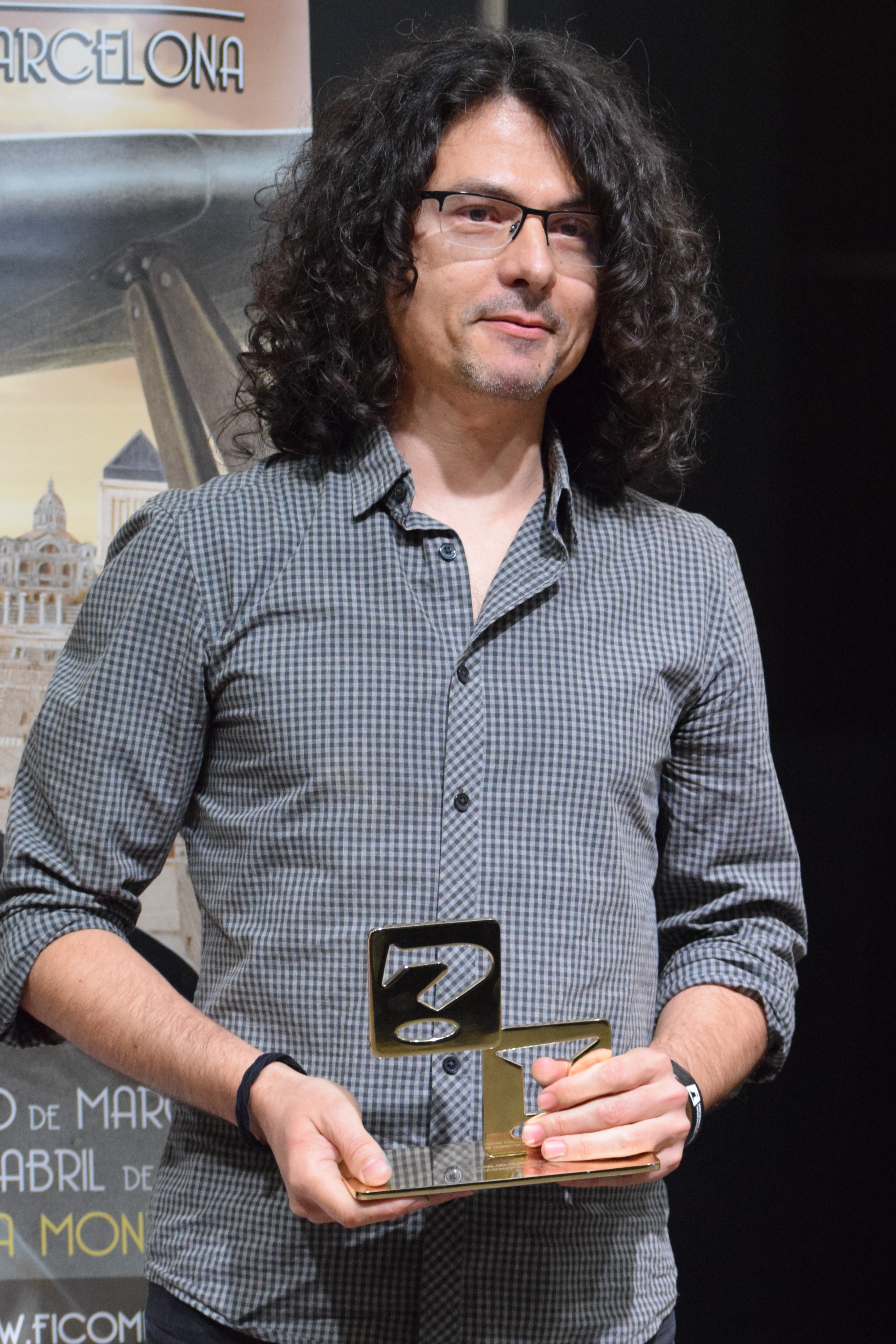
Jaime Martín recollint el premi a la millor obra. (Saló del Còmic de 2017).

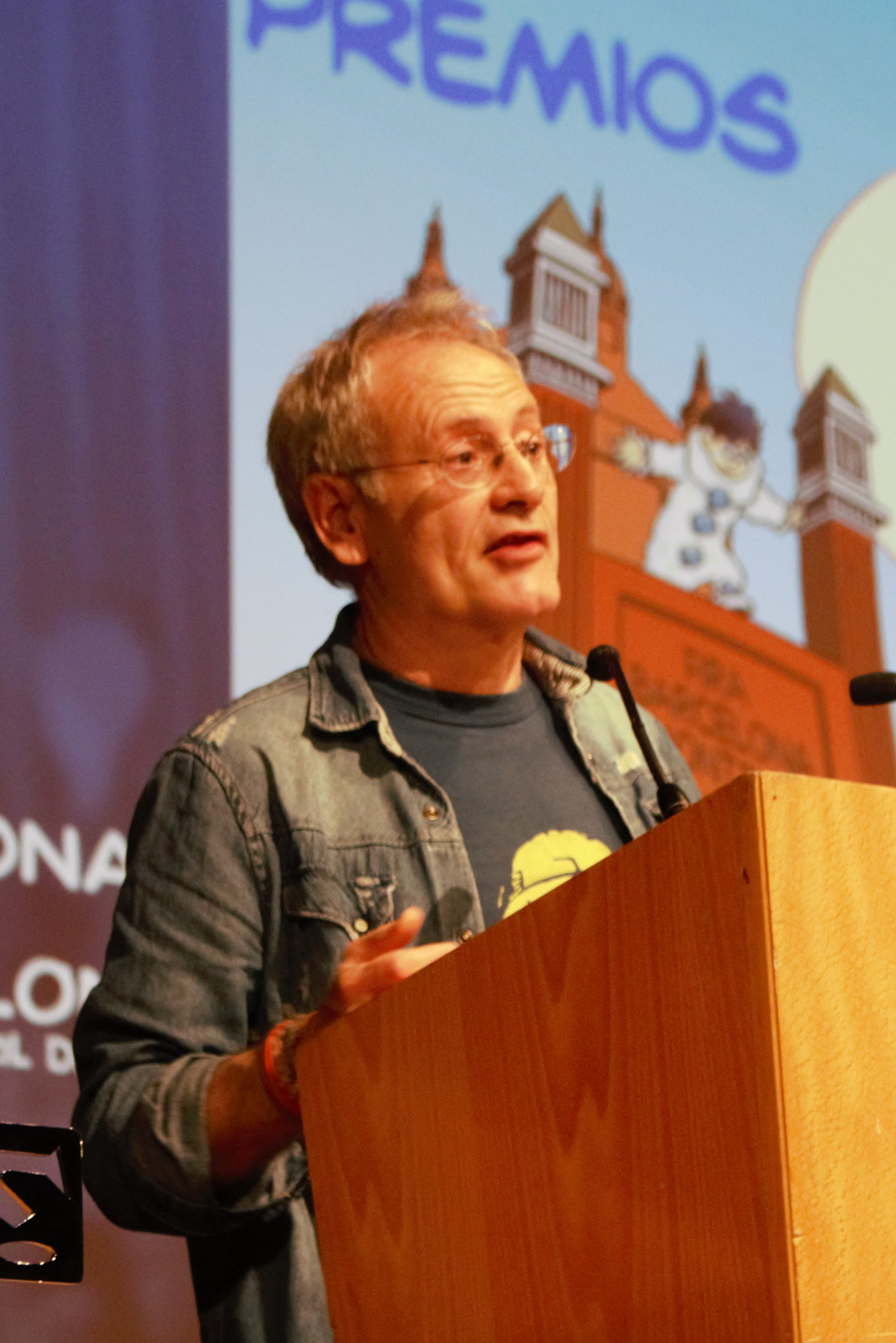
Ángel de la Calle durant la cerimònia d'entrega dels premis. (Saló del Còmic de 2018).

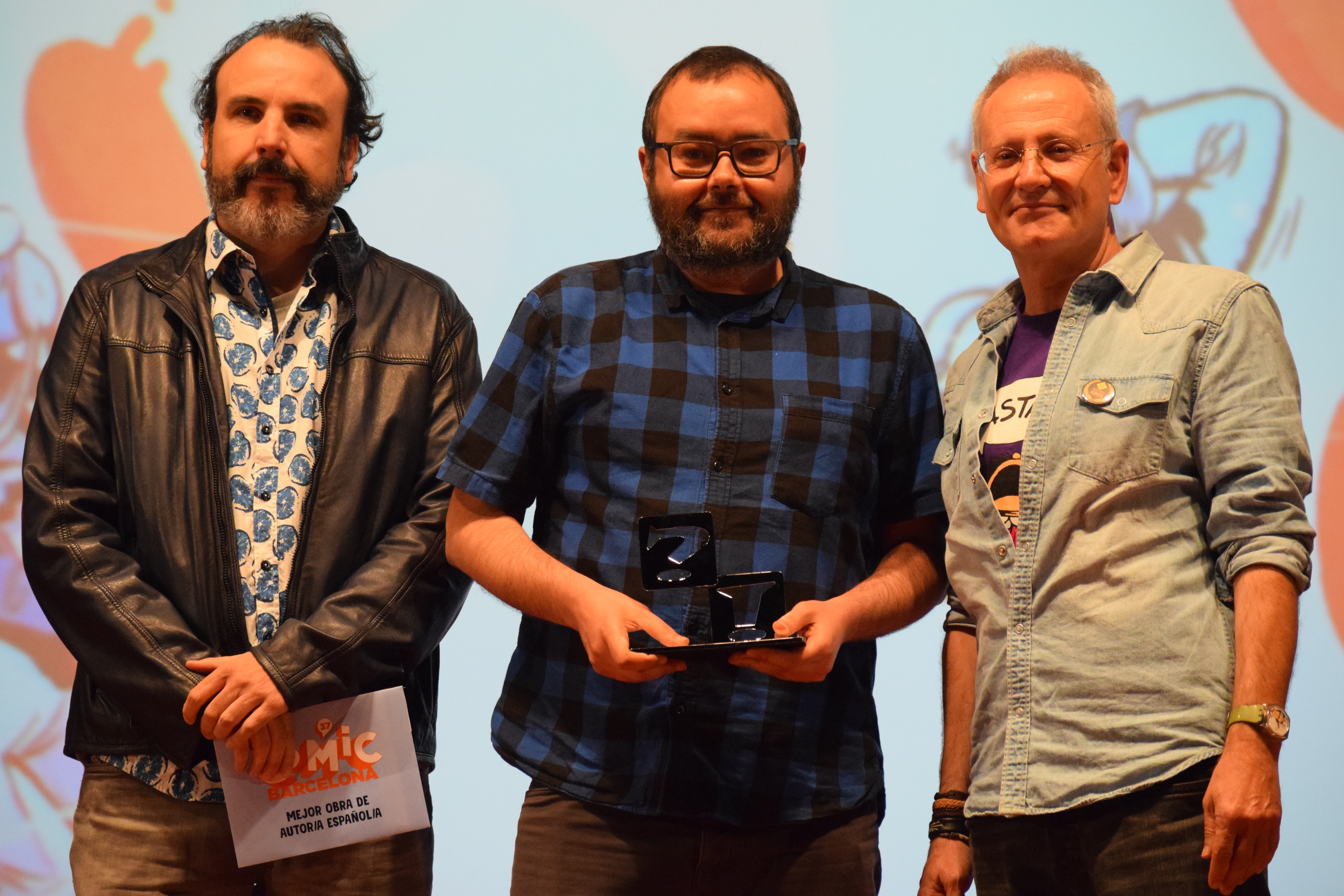
Albert Monteys amb Ángel de la Calle (37 Còmic Barcelona).

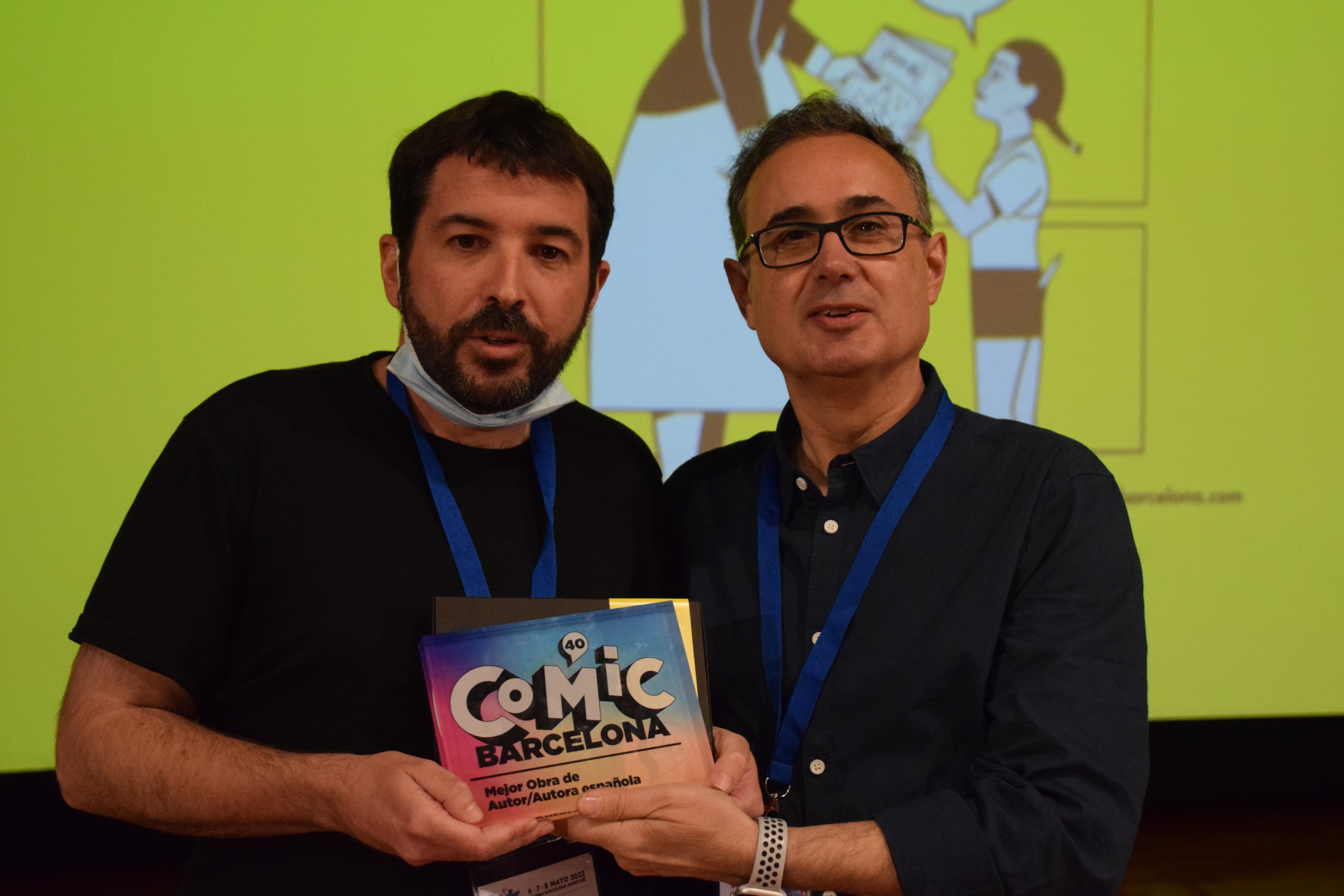
Paco Sordo amb Ricardo Esteban de Nuevo Nueve (40 Còmic Barcelona, 2022).

L'actual premi a la millor obra d'autor espanyol es va començar a concedir a partir de 1988, amb Joan Navarro com a nou director del Saló. No obstant, anteriorment el Saló ja havia concedit un premi a la millor obra, anomenat "premi al millor còmic". Aquest premi s'havia instaurat el 1984, any en què la 4a edició del Saló va introduir els Premis Ciutat de Barcelona. Aquests premis foren entregats al llarg de tres edicions, desapareixent el 1986, any en el qual el Saló no es va arribar a celebrar però els premis sí continuaren sent concedits per l'organització. Els Premis Ciutat de Barcelona comprenien diverses categories i una d'elles n'era el premi al millor còmic nacional. Aquest premi és precursor a l'actual "premi a la millor obra" però d'equivalent valor, ja que només la denominació va canviar.
| Any  | Guanyador                      | Autor           |
| ---- | ------------------------------ | --------------- |
| 1984 | El prisionero de las estrelles | Alfonso Font    |
| 1985 | Torpedo                        | Abulí i Bernet  |
| 1985 | Psico killer                   | Miguel Gallardo |
| 1986 | Rambla arriba, rambla abajo... | Carlos Giménez  |

## Palmarès

### Dècada del 1980
| Any                                        | Títol                         | Autor     | Editorial |
| ------------------------------------------ | ----------------------------- | --------- | --------- |
| 1988                                       |                               |           |           |
| El licantropunk                            | Max                           | La Cúpula |           |
| (demés candidats desconeguts. A completar) |                               |           |           |
| 1989                                       |                               |           |           |
| Quotidiania Delirante                      | Miguelanxo Prado              | Norma     |           |
| Dieter Lumpen. Enemigos comunes            | Rubén Pellejero Jorge Zentner | Cimoc     |           |
| Mujeres raras                              | Nazario                       | La Cúpula |           |
| Taxi. El laberinto del dragón              | Alfonso Font                  | Cimoc     |           |
| Cleopatra                                  | Mique Beltrán                 | Cairo     |           |
| Doctor Vértigo                             | Martí                         | El Víbora |           |
| Escalera de vecinos II                     | Pons                          | El Víbora |           |

### Dècada del 1990
| Any                               | Títol                                     | Autor              | Editorial |
| --------------------------------- | ----------------------------------------- | ------------------ | --------- |
| 1990                              |                                           |                    |           |
| Doctor Vértigo                    | Martí                                     | La Cúpula          |           |
| Mujeres fatales                   | Max Mique Beltrán                         | Edicions de Ponent |           |
| Firmado: Mister Foo               | Felipe Hernández Cava Federico del Barrio |                    |           |
| 1991                              |                                           |                    |           |
| Mi cabeza bajo el mar             | Pere Joan                                 | Editorial Complot  |           |
| Raya                              | Micharmut                                 | Complot            |           |
| El Proyecto Cíclope               | Miguel Calatayud                          | Complot            |           |
| 1992                              |                                           |                    |           |
| Perro Nick                        | Miguel Gallardo                           | Editorial Casset   |           |
| El hombre que ríe                 | Fernando De Felipe                        | Glénat             |           |
| Das Pastoras (àlbum recopilatori) | Das Pastoras                              |                    |           |
| 1993                              |                                           |                    |           |
| El octavo día                     | Daniel Torres                             | Norma              |           |
| Ángel                             | Iron Mediavilla                           | La Cúpula          |           |
| El hombre que ríe                 | Fernando de Felipe                        | Toutain            |           |
| Qué gente!                        | Tha Tharrats Joan Tharrats                | El Jueves          |           |
| Trazo de tiza                     | Miguelanxo Prado                          | Norma              |           |
| 1994                              |                                           |                    |           |
| Traç de guix                      | Miguelanxo Prado                          | Norma              |           |
| Eva Medusa                        | Antonio Segura Ana Miralles               | Glénat             |           |
| Hermino bolaextra                 | Mauro Entrialgo                           | El Pregonero       |           |
| Marco Antonio                     | Mique Beltrán                             | Glénat             |           |
| 1995                              |                                           |                    |           |
| Museum                            | Fernando De Felipe                        | Glénat             |           |
| Black Deker                       | Fernando De Felipe                        | Glénat             |           |
| El artefacto perverso             | Felipe Hernández Cava                     |                    |           |
| La rebelión de las sombras        | Mique Beltrán                             |                    |           |
| 1996                              |                                           |                    |           |
| Como perros                       | Max                                       | La Cúpula          |           |
| El silencio de Malka              | Rubén Pellejero Jorge Zentner             | Glénat             |           |
| Tangencias                        | Miguelanxo Prado                          | Norma              |           |
| Marco Antonio                     | Mique Beltrán                             |                    |           |
| 1997                              |                                           |                    |           |
| El artefacto perverso             | Felipe Hernández Cava Federico del Barrio | Planeta DeAgostini |           |
| Calavera Lunar                    | Albert Monteys                            | Camaleón           |           |
|                                   |                                           |                    |           |
| 1998                              |                                           |                    |           |
| El peu fregit                     | Miguel Calatayud                          | Camarasa           |           |
| El peu fregit                     | Miguel Calatayud                          | Mac Diego          |           |
| El amor duele                     | Keko Ramón de España                      | Glénat             |           |
| Estados carenciales               | Javier Olivares                           | Camaleón           |           |
| 1999                              |                                           |                    |           |
| Lope de Aguirre. La expiación     | Ricard Castells Felipe Hernández Cava     | Edicions de Ponent |           |
| Un largo silencio                 | Miguel Gallardo                           | Edicions de Ponent |           |
| El demonio Rojo                   | Mauro Entrialgo                           |                    |           |

### Dècada del 2000
| Any                                                                 | Títol                                    | Autor                  | Editorial |
| ------------------------------------------------------------------- | ---------------------------------------- | ---------------------- | --------- |
| 2000                                                                |                                          |                        |           |
| Paracuellos 3                                                       | Carlos Giménez                           | Glénat                 |           |
| Para ti que eres joven                                              | Manel Fontdevila Albert Monteys          | El Jueves              |           |
| Simple                                                              | Silvestre                                | Edicions de Ponent     |           |
| Raspa Kids                                                          | Álex Fito                                | Medio Muerto           |           |
| Heptámeron                                                          | María Colino                             | Edicions de Ponent     |           |
| 2001                                                                |                                          |                        |           |
| Blacksad: un lugar entre las sombras                                | Juan Díaz Canales Juanjo Guarnido        | Norma                  |           |
| La Parejita: Te quiero, ¿puedes dejar la basura?                    | Manel Fontdevila                         | El Jueves              |           |
| Poco                                                                | Ricard Castells                          | Sins Entido            |           |
| Recortes de Hostias                                                 | Mauro Entrialgo                          | Edicions de Ponent     |           |
| Tabú                                                                | Jorge Zentner Rubén Pellejero            | Glénat                 |           |
| 2002                                                                |                                          |                        |           |
| Cosecha Rosa                                                        | José Luis Ágreda                         | Under Cómic            |           |
| Huracán: El guardián del mercurio                                   | Ricard Castells                          | Sins Entido            |           |
| La caja negra                                                       | Javier Olivares                          | Glénat                 |           |
| Paracuellos 4                                                       | Carlos Giménez                           | Glénat                 |           |
| Poco II: El jardín de la luna                                       | Ricard Castells                          | Sins Entido            |           |
| 2003                                                                |                                          |                        |           |
| 4 botas                                                             | Keko                                     | Edicions de Ponent     |           |
| Atravesado por la flecha                                            | Luís Duran                               | Astiberri              |           |
| Espiral Polaroids                                                   | David López Álvaro López Fernando Blanco | Planeta DeAgostini     |           |
| Mondo Lirondo Integral                                              | La Penya                                 | Glénat                 |           |
| Wake Up                                                             | Javi Rodríguez                           | Glénat                 |           |
| 2004                                                                |                                          |                        |           |
| Mantecatos                                                          | Manel Fontdevila                         | Glénat                 |           |
| Antoine de las tormentas                                            | Luis Durán                               | Astiberri              |           |
| El diario sentimental de Julián Pi                                  | Lorenzo Gómez                            | Astiberri              |           |
| Los días más largos                                                 | Fermín Solís                             | Balboa                 |           |
| Modotti. Una mujer del siglo XX                                     | Ángel de la Calle                        | Sins Entido            |           |
| 2005                                                                |                                          |                        |           |
| La mansión de los Pampín                                            | Miguelanxo Prado                         | Norma                  |           |
| El vecino                                                           | Santiago García Pepo Pérez               | Astiberri              |           |
| Las aventuras del capitán Torrezno. Extramuros                      | Santiago Valenzuela                      | Edicions de Ponent     |           |
| Juana de Arco                                                       | Andrés G. Leiva                          | Sinsentido             |           |
| Plexiglás                                                           | Jali                                     | Astiberri              |           |
| 2006                                                                |                                          |                        |           |
| Blacksad 3. Alma roja                                               | Juan Díaz Canales Juanjo Guarnido        | Norma                  |           |
| Las aventuras del capitán Torrezno. Capital de provincias del dolor | Santiago Valenzuela                      | Edicions de Ponent     |           |
| Carlitos Fax                                                        | Albert Monteys                           | El Jueves              |           |
| Cuerda de presas                                                    | Jorge García Fidel Martínez              | Astiberri              |           |
| La torre blanca                                                     | Pablo Auladell                           | Edicions de Ponent     |           |
| 2007                                                                |                                          |                        |           |
| Bardín el superrealista                                             | Max                                      | La Cúpula              |           |
| El Banyan Rojo                                                      | Carlos Vermut                            | Dibbuks                |           |
| La casa del muerto                                                  | Keko                                     | Edicions de Ponent     |           |
| La tetería del oso malayo                                           | David Rubín                              | Astiberri              |           |
| Nuestra Guerra Civil                                                | Diversos autors                          | Ariadna                |           |
| 2008                                                                |                                          |                        |           |
| Arrugues                                                            | Paco Roca                                | Astiberri              |           |
| El Evangelio de Judas                                               | Alberto Vázquez                          | Astiberri              |           |
| Bienvenido al mundo. Enciclopedia Universal Clismon                 | Miguel Brieva                            | Reservoir Books        |           |
| Jazz Maynard 1: Home Sweet Home                                     | Raule Roger Ibáñez                       | Diábolo                |           |
| María y yo                                                          | Miguel Gallardo                          | Astiberri              |           |
| 2009                                                                |                                          |                        |           |
| Les serps cegues                                                    | Felipe Hernández Cava Bartolomé Seguí    | BD Banda               |           |
| 36-39. Malos tiempos 2                                              | Carlos Giménez                           | Glénat                 |           |
| Jazz Maynard 3: contra viento y marea                               | Raule Roger Ibáñez                       | Diábolo                |           |
| La Revolución de los Pinceles                                       | Josep Busquet Pere Mejan                 | Dolmen                 |           |
| El manual de mi mente                                               | Paco Alcázar                             | Random House Mondadori |           |

### Dècada del 2010
| Any                                                                            | Títol                                 | Autor              | Editorial |
| ------------------------------------------------------------------------------ | ------------------------------------- | ------------------ | --------- |
| 2010                                                                           |                                       |                    |           |
| El arte de volar                                                               | Antonio Altarriba Kim                 | Edicions de Ponent |           |
| El vecino 3                                                                    | Santiago García Pepo Pérez            | Astiberri          |           |
| Endurance                                                                      | Luis Bustos                           | Planeta DeAgostini |           |
| Ken Games 1: Pierre                                                            | José Manuel Robledo Marcial Toledano  | Diábolo Ediciones  |           |
| Las calles de arena                                                            | Paco Roca                             | Astiberri          |           |
| 2011                                                                           |                                       |                    |           |
| El invierno del dibujante                                                      | Paco Roca                             | Astiberri          |           |
| Blacksad 4. El infierno, el silencio                                           | Juan Díaz Canales Juanjo Guarnido     | Norma              |           |
| Ken Games 3: Ciseaux                                                           | José Manuel Robledo Marcial Toledano  | Diábolo            |           |
| Autobiografía no autorizada 3                                                  | Nacho Casanova                        | Diábolo            |           |
| 2012                                                                           |                                       |                    |           |
| Aventuras de un oficinista japonés                                             | José Domingo                          | Bang               |           |
| Dublinés                                                                       | Alfonso Zapico                        | Astiberri          |           |
| El héroe                                                                       | David Rubín                           | Astiberri          |           |
| Españistán                                                                     | Aleix Saló                            | Glénat / EDT       |           |
| Fagocitis                                                                      | Marcos Prior Danide                   | Glénat / EDT       |           |
| Historias del barrio                                                           | Gabi Beltrán Bartolomé Seguí          | Astiberri          |           |
| La muchacha salvaje                                                            | Mireia Pérez                          | Sins Entido        |           |
| La protectora                                                                  | Keko                                  | Edicions de Ponent |           |
| La saga de Atlas & Axis                                                        | Pau                                   | Dibbuks            |           |
| Memorias de un hombre en pijama                                                | Paco Roca                             | Astiberri          |           |
| 2013                                                                           |                                       |                    |           |
| Ardalén                                                                        | Miguelanxo Prado                      | Norma              |           |
| Aurore                                                                         | Enrique Fernández                     | Norma              |           |
| Cenizas                                                                        | Álvaro Ortiz                          | Astiberri          |           |
| Dorian Gray                                                                    | Enrique Corominas                     | Diábolo            |           |
| El Héroe 2                                                                     | David Rubín                           | Astiberri          |           |
| La máquina de Efrén                                                            | Cristina Durán Miguel A. Giner        | Sins Entido        |           |
| La piel del oso                                                                | Zidrou Oriol Hernández                | Norma              |           |
| Miércoles                                                                      | Juan Berrio                           | Sins Entido        |           |
| No cambies nunca                                                               | David Sánchez                         | Astiberri          |           |
| Vapor                                                                          | Max                                   | La Cúpula          |           |
| 2014                                                                           |                                       |                    |           |
| Los surcos del azar                                                            | Paco Roca                             | Astiberri          |           |
| Beowulf                                                                        | Santiago García David Rubín           | Astiberri          |           |
| Blacksad 5: Amarillo                                                           | Juan Díaz Canales Juanjo Guarnido     | Norma              |           |
| El Folies Bergère                                                              | Zidrou Francis Porcel                 | Norma              |           |
| Los cuentos de la era de la cobra 1: Los amantes                               | Enrique Fernández                     | Norma              |           |
| Nela                                                                           | Rayco Pulido                          | Astiberri          |           |
| No os indignéis tanto                                                          | Manel Fontdevila                      | Astiberri          |           |
| Potlatch                                                                       | Marcos Prior Danide                   | Norma              |           |
| ¿Quién le zurcía los calcetines al Rey de Prusia mientras estaba en la guerra? | Zidrou Roger Ibáñez                   | Norma              |           |
| Un médico novato                                                               | Sento                                 | Sins Entido        |           |
| 2015                                                                           |                                       |                    |           |
| Las Meninas                                                                    | Santiago García Javier Olivares       | Astiberri          |           |
| He visto ballenas                                                              | Javier de Isusi                       | Astiberri          |           |
| Historias del barrio. Caminos                                                  | Gabi Beltrán Bartolomé Seguí          | Astiberri          |           |
| Inercia                                                                        | Antonio Hitos                         | Salamandra Graphic |           |
| La Mondaine                                                                    | Zidrou Jordi Lafebre                  | Norma              |           |
| Las guerras silencioses                                                        | Jaime Martín                          | Norma              |           |
| Las oscuras manos del olvido                                                   | Felipe Hernández Cava Bartolomé Seguí | Norma              |           |
| Murderabilia                                                                   | Álvaro Ortíz                          | Astiberri          |           |
| Nosotros llegamos primero                                                      | Furillo                               | Autsaider Cómics   |           |
| Versus                                                                         | Luís Bustos                           | Entrecómics Cómics |           |
| Yo, asesino                                                                    | Antonio Altarriba Keko                | Norma              |           |
| 2016                                                                           |                                       |                    |           |
| El fantasma de Gaudí                                                           | El Torres Jesús Alonso Iglesias       | Dibbuks            |           |
| Barcelona. Los vagabundos de la chatarra                                       | Jorge Carrión Sagar                   | Norma              |           |
| Corto Maltés. Bajo el sol de medianoche                                        | Juan Díaz Canales Rubén Pellejero     | Norma              |           |
| El mundo a tus pies                                                            | Nadar                                 | Astiberri          |           |
| ¡García! 1                                                                     | Santiago García Luís Bustos           | Astiberri          |           |
| La balada del norte. Tomo 1                                                    | Alfonso Zapico                        | Astiberri          |           |
| La casa                                                                        | Paco Roca                             | Astiberri          |           |
| La casa. Crónica de una conquista                                              | Daniel Torres                         | Norma              |           |
| La última aventura                                                             | Josep Busquet Javi de Castro          | Dibbuks            |           |
| Rituales                                                                       | Álvaro Ortiz                          | Astiberri          |           |
| 2017                                                                           |                                       |                    |           |
| Jamás tendré 20 años                                                           | Jaime Martín                          | 'Norma editorial   |           |
| Avery's Blues                                                                  | Núria Tamarit Angux                   | Dibbuks            |           |
| Como viaja el agua                                                             | Juan Díaz Canales                     | Astiberri          |           |
| El ala rota                                                                    | Antonio Altarriba Kim                 | Norma              |           |
| El boxeador                                                                    | Manolo Carot Rubén del Rincón         | La Cúpula          |           |
| Gran Hotel Abismo                                                              | David Rubín Marcos Prior              | Astiberri          |           |
| Intemperie                                                                     | Javi Rey                              | Planeta Cómic      |           |
| Lamia                                                                          | Rayco Pulido                          | Astiberri          |           |
| Materia                                                                        | Antonio Hitos                         | Astiberri          |           |
| Presas fáciles                                                                 | Miguelanxo Prado                      | Norma              |           |
| 2018                                                                           |                                       |                    |           |
| Pinturas de guerra                                                             | Ángel de la Calle                     | Reino de Cordelia  |           |
| Encuentros cercanos                                                            | Anabel Colazo                         | La Cúpula          |           |
| Estamos todas bien                                                             | Ana Penyas                            | Salamandra         |           |
| Roco Vargas. Júpiter                                                           | Daniel Torres                         | Norma              |           |
| Un millón de años                                                              | David Sánchez                         | Astiberri          |           |
| 2019                                                                           |                                       |                    |           |
| ¡Universo!                                                                     | Albert Monteys                        | Astiberri          |           |
| El tesoro del Cisne Negro                                                      | Guillermo Corral Paco Roca            | Astiberri          |           |
| Pulse enter para continuar                                                     | Ana Galvañ                            | Apa Apa Cómics     |           |
| Rey Carbón                                                                     | Max                                   | La Cúpula          |           |
| The Black Holes                                                                | Borja González                        | Reservoir Books    |           |

### Dècada del 2020
| Any                                       | Títol                                              | Autor                                                                           | Editorial |
| ----------------------------------------- | -------------------------------------------------- | ------------------------------------------------------------------------------- | --------- |
| 2020                                      | Edició cancel·lada degut a la pandèmia de Covid-19 |                                                                                 |           |
| 2021*                                     |                                                    |                                                                                 |           |
| Siempre tendremos 20 años                 | Jaime Martín                                       | Norma Editorial                                                                 |           |
| Carne de cañón                            | Aroha Travé                                        | La Cúpula                                                                       |           |
| Primavera para Madrid                     | Magius                                             | Autsaider                                                                       |           |
| Regreso al Edén                           | Paco Roca                                          | Astiberri                                                                       |           |
| La cólera                                 | Santiago García Javier Olivares                    | Astiberri                                                                       |           |
| 2022                                      |                                                    |                                                                                 |           |
| El Pacto                                  | Paco Sordo                                         | Nuevo nueve                                                                     |           |
| Contrapaso                                | Teresa Valero                                      | Norma Editorial                                                                 |           |
| Romeo Muerto                              | Santiago Sequeiros                                 | Reservoir Books                                                                 |           |
| Us                                        | Sara Soler                                         | Astiberri                                                                       |           |
| Villanueva                                | Javi de Castro                                     | Astiberri                                                                       |           |
| 2023                                      |                                                    |                                                                                 |           |
| Transitorios                              | Nadar                                              | Astiberri                                                                       |           |
| Chacales                                  | Nadia Hafid                                        | Sapristi                                                                        |           |
| O lume / El fuego                         | David Rubín                                        | Astiberri                                                                       |           |
| Goya. Saturnalia                          | Manu Gutiérrez Manuel Romero                       | Cascaborra                                                                      |           |
| Loba Boreal                               | Núria Tamarit                                      | La Cúpula                                                                       |           |
| 2024                                      |                                                    |                                                                                 |           |
| La alegre vida del triste perro Cornelíus | Marc Torices                                       | Apa Apa Cómics                                                                  |           |
| El abismo del olvido                      | Paco Roca Rodrigo Terrasa                          | Astiberri                                                                       |           |
| El cel al cap                             | Antonio Altarriba Sergio García Lola Moral         | Norma                                                                           |           |
| Por culpa de una flor                     | María Medem                                        | Apa Apa Cómics / Blackie Books                                                  |           |
| Ronson                                    | César Sebastian                                    | Autsaider                                                                       |           |
| 2025                                      |                                                    |                                                                                 |           |
| Dum Dum                                   | Jaime Infante Javier Marquina                      | Autsaider                                                                       |           |
| La tierra yerma                           | Carla Berrocal                                     | Reservoir Books                                                                 |           |
| Nocturnos                                 | Laura Pérez                                        | Astiberri                                                                       |           |
| Un fosc mantell                           | Jaime Martín                                       | Norma                                                                           |           |
| Univers! 2                                | Albert Monteys                                     | Panel Syndicate / Mai més (en català) Panel Syndicate / Astiberri (en castellà) |           |

* Les nominacions van tenir en compte les obres publicades tant el 2019 com el 2020, degut a l'anul·lació dels premis de l'edició de 2020.

## Estadístiques

### Els autors més guardonats
| Nombre de guardons | Autor                               | Obres premiades                                                                                     |
| ------------------ | ----------------------------------- | --------------------------------------------------------------------------------------------------- |
| 4                  | Miguelanxo Prado                    | Quotidiania Delirante, (1989), Traç de guix (1994), La mansión de los Pampín (2005), Ardalén (2013) |
| 3                  | Max                                 | El licantropunk (1988), Como perros (1996), Bardín el superrealista (2007)                          |
| 3                  | Felipe Hernández Cava               | El artefacto perverso (1997), Lope de Aguirre. La expiación (1999), Les serps cegues (2009)         |
| 3                  | Paco Roca                           | Arrugues (2008), El invierno del dibujante (2011), Los surcos del azar (2014)                       |
| 2                  | Juan Díaz Canales i Juanjo Guarnido | Blacksad: un lugar entre las sombras (2001), Blacksad 3. Alma roja (2006)                           |
| 2                  | Jaime Martín                        | Jamais je n'aurai 20 ans (2017), Nous aurons toujours 20 ans (2021)                                 |

### Els autors més nominats
| Nombre de nominacions | Autor                 | Obres nominades |
| --------------------- | --------------------- | --- |
| 8                     | Paco Roca             | Arrugues (2008), Las calles de arena (2010), El invierno del dibujante (2011), Los surcos del azar (2014), La casa (2016), El tesoro del Cisne Negro (2019), Regreso al Edén (2021), El abismo del olvido (2024)               |
| 6                     | Felipe Hernández Cava | Firmado: Mister Foo (1990), El artefacto perverso (1995), El artefacto perverso (1997), Lope de Aguirre. La expiación (1999), Les serps cegues (2009), Las oscuras manos del olvido (2015)                                     |
| 6                     | Miguelanxo Prado      | Quotidiania Delirante (1989), Traç de guix (1994), Tangencias (1996), La mansión de los Pampín (2005), Ardalén (2013), Presas fáciles (2017)                                                                                   |
| 6                     | Juan Díaz Canales     | Blacksad: un lugar entre las sombras (2001), Blacksad 3. Alma roja (2006), Blacksad 4: el infierno, el silencio (2011), Blacksad 5: amarillo (2014), Corto Maltés. Bajo el sol de medianoche (2016), Como viaja el agua (2017) |
| 6                     | Max                   | El licantropunk (1988), Mujeres fatales (1990), Como perros (1996), Bardín el superrealista (2007), Vapor (2013), Rey Carbón (2019)                                                                                            |
| 6                     | Santiago García       | El vecino (2005), El vecino 3 (2010), Beowulf (2014), Las Meninas (2015), ¡García! 1 (2016), La cólera (2021) |
| 6                     | David Rubín           | La tetería del oso malayo (2007), El héroe (2012), El héroe 2 (2013), Beowulf (2014), Gran Hotel Abismo (2017), O lume / El fuego (2023)                                                                                       |
| 6                     | Albert Monteys        | Calavera lunar (1997), Para ti que eres joven (2000), Mondo Lirondo Integral (2003), Carlitos Fax (2006), ¡Universo! (2019), Univers! 2 (2025)                                                                                 |
| 5                     | Keko                  | El amor duele (1998), 4 botas (2003), La casa del muerto (2007), La protectora (2012), Yo, asesino (2015) |
| 4                     | Mique Beltrán         | Mujeres fatales (1990), Marco Antonio (1994), La rebelión de las sombras (1995), Marco Antonio (1996) |
| 4                     | Ricard Castells       | Lope de Aguirre. La expiación (1999), Poco (2001), Huracán: el guardián de Mercurio (2002), Poco 2: el jardín de la luna (2002)                                                                                                |
| 4                     | Manel Fontdevila      | Para ti que eres joven (2000), La parejita: te quiero ¿puedes dejar la basura? (2001), Mantecatos (2004), No os indignéis tanto (2014)                                                                                         |
| 4                     | Juanjo Guarnido       | Blacksad: un lugar entre las sombras (2001), Blacksad 3. Alma roja (2006), Blacksad 4: el infierno, el silencio (2011), Blacksad 5: amarillo (2014)                                                                            |
| 4                     | Bartolomé Seguí       | Les serps cegues (2009), Historias del barrio (2012), Historias del barrio. Caminos (2015), Las oscuras manos del olvido (2015)                                                                                                |
| 4                     | Javier Olivares       | Estados carenciales (1998), La caja negra (2002), Las Meninas (2015), La cólera (2021) |
| 4                     | Antonio Altarriba     | El arte de volar (2010), Yo, asesino (2015), El ala rota (2017), El cel al cap (2024) |
| 4                     | Jaime Martín          | Les guerres silencieuses (2015), Jamais je n'aurai 20 ans (2017), Nous aurons toujours 20 ans (2021), Un fosc mantell (2025)                                                                                                   |
| 3                     | Fernando de Felipe    | El hombre que ríe (1993), Museum (1995), Black Decker (1995) |
| 3                     | Mauro Entrialgo       | Herminio Bolaextra (1994), El demonio rojo (1999), Recortes de hostias (2001) |
| 3                     | Miguel Gallardo       | Perro Nick (1992), Un largo silencio (1999), María y yo (2008) |
| 3                     | Carlos Giménez        | Paracuellos 3 (2000), Paracuellos 4 (2002), 36-39. Malos tiempos 2 (2009) |
| 3                     | Rubén Pellejero       | El silencio de Malka (1996), Tabú (2001), Corto Maltés. Bajo el sol de medianoche (2016) |
| 3                     | Álvaro Ortiz          | Cenizas (2013), Murderabilia (2015), Rituales (2016) |
| 3                     | Luís Bustos           | Endurance (2010), Versus (2015), ¡García! 1 (2016) |
| 3                     | Marcos Prior          | Fagocitis (2012), Potlatch (2014), Gran Hotel Abismo (2017) |
| 3                     | Daniel Torres         | El octavo día (1993), La casa. Crónica de una conquista (2016), Roco Vargas. Júpiter (2018) |